# Sociedade Náutica de Genebra

Galhardete da SNG

A Sociedade Náutica de Genebra (SNG) (em francês Société Nautique de Genève), que é um dos mais antigos clubes da Suíça, foi fundada em 1872 em Genebra onde reunia a alta burguesia genebrina ou a aristocracia estrangeira que vinha habitualmente repousar-me na margens do Lago Lemano e regatar dans la Nautique nome porque é geralmente conhecida o clube náutico .

## História
Nascida do remo, a sociedade rapidamente se orientou na organização internacional de da disciplina razão porque está presente em 1892 no Congresso Internacional de Turim que lançou as bases da FR:Fédération internationale des sociétés d'aviron - (FISA).
O Centro de vela e a secção Hélice só serão lançadas em 1903, e é só em 1965 que é lançada a secção de vela (vela ligeira e multicascos)

## Pioneiro suíço
Enquanto que único clube suíço reconhecido na época, a SNG é promovida em 1907 a Autoridade nacional de regata á vela da suíça na altura da criação da IYRU (International Yacht Racing Union, que se tornou em 1996 na Federação Internacional de Vela (FIV), e mantém esse estatuto até 1939 altura em contribuí á criação União Suíça de Vela (Union Suisse du Yachting (USY), actualmente a Federação Suíça de Vela (Fédération Suisse de Voile; FSV - Swiss Sailing).

## Regatas
Anualmente a SNG organiza as duas mais importantes regatas sobre o Lago Lemano, o Bol d'Or, cuja primeira regata teve lugar em 1939 com 26 participantes e reúne hoje cerca de 600 e é das maiores regatas no mundo numa bacia fechada, e a Volta do Lemano a remo (Tour du Léman à l’Aviron) que foi lançado em 1973 para festejar o centenário do clube.

## Alinghi
A série de barcos Alinghi do milionário suíço Ernesto Bertarelli tomaram parte na America's Cup onde bateram o Team New Zealand em Auckland, Nova Zelândia em 2003. Nesse ano e pela primeira vez na história da America’s Cup a taça veio para a Europa após 152 anos de sua craição. De novo Alinghi bate esse Team em 2007, desta vez em Valência, Espanha perdendo o troféu de novo em Valência contra o Golden Gate Yacht Club em 2010 .

## Títulos
A Sociedade Náutica de Genebra orgulha-se de ter entre os seus membros um título de campeão olímpico no remo nos Jogos Olímpicos de Paris em 1924, uma medalha de bronze com em 5.50m nos JO de Rome en 1960 e uma medalha prata de Acapulco em 1968 sem falar nos múltiplos títulos nacionais, europeus ou mundiais em vela (8m JI, 6m JI, 5.50m JI, FD, 470, J/24, Surprise, etc.) e em esqui náutico

## Localização
Depois da recente renovação do seu Club House, situado na Angra de Genebra e ao lado do Jet d'Eau, a Sociedade Náutica de Genebra pode rivalizar com os mais belos clubes do mundo  - .